# -fried
-fried ist ein Wortbestandteil in deutschen Personennamen.

## Personennamen

### Fried
- Friedbert
- Friedemann
- Friedhelm
- Friedlinde
- Friedrich
- Friedmar
- Friedmund
- Friedo
- Friedrun
- Friedwardt

### fried
- Adalfried
- Ansfried
- Arnfried
- Baldfried
- Christfried
- Dietfried
- Gottfried
- Helmfried
- Siegfried

Siehe auch:
- Einfriedung